# Francisco Flores (football, 2002)
Francisco Flores, né le 11 janvier 2002 à Munro en Argentine, est un footballeur argentin qui évolue au poste de défenseur central à San Lorenzo.

## Biographie

### San Lorenzo
Né à Munro en Argentine, Francisco Flores est formé par l'un des clubs les plus populaires d'Argentine, San Lorenzo. Il joue son premier match en professionnel le 30 décembre 2020 contre l'Atlético Tucumán. Il entre en jeu et son équipe s'impose par trois buts à un ce jour-là.

### En sélection
Avec les moins de 17 ans, il participe au championnat sud-américain moins de 17 ans en 2019. Lors de cette compétition organisée au Pérou, il joue sept matchs, tous en tant que titulaire. Il officie même à quatre reprises comme capitaine. L'Argentine remporte le tournoi avec un bilan de cinq victoires, deux nuls et deux défaites.
Quelques mois plus tard, il dispute la Coupe du monde des moins de 17 ans organisée au Brésil. Lors du mondial junior, il est de nouveau titulaire et joue quatre matchs. Il se met en évidence en inscrivant un but en phase de poule contre le Cameroun. Par la suite, en huitièmes de finale, il officie comme capitaine et se met de nouveau en évidence, en délivrant une passe décisive au profit de son coéquipier Matías Godoy. Toutefois, l'Argentine se voit éliminée, en s'inclinant 3-2 face au Paraguay.
En décembre 2020, Flores est convoqué pour la première fois avec l'équipe d'Argentine des moins de 20 ans.

### Style de jeu
Francisco Flores est décrit comme un défenseur doué dans le jeu aérien, avec une bonne technique pour ressortir le ballon et efficace dans les duels face aux attaquants.

## Palmarès
- Vainqueur du championnat de la CONMEBOL des moins de 15 ans en 2017 avec l'équipe d'Argentine des moins de 15 ans
- Vainqueur du championnat de la CONMEBOL des moins de 17 ans en 2019 avec l'équipe d'Argentine des moins de 17 ans